# شانشي بريف دراجونز
شانشي بريف دراجونز (بالصينية: 山西汾酒猛龙) هو فريق كرة سلة للمحترفين يقع في تاي يوان بإقليم شانشي في الصين. يلعب في القسم الشمالي من الرابطة الصينية لكرة السلة. جالب حظ الفريق هو التنين الصيني. تأسس الفريق سنة 2001.

## أبرز اللاعبين
- سامويل داليمبيرت
- زيد عباس
- ألكسندر جونسون
- ستيفون ماربوري